# NFL (singolo)
NFL è un singolo del rapper statunitense Lil Wayne pubblicato il 6 ottobre 2020.

## Tracce
1. NFL – 3:27